# Yasuhiro Yoshiura
Yasuhiro Yoshiura (japonès: 吉浦康裕)  (Sapporo, 3 d'abril de 1980) és un escriptor i director de curtmetratges d'animació japonès. Moltes de les seves obres, com Pale Cocoon i Time of Eve, han obtingut premis i han aparegut en festivals de cinema. El seu estudi de producció es diu Studio Rikka.

## Biografia
Yoshiura va néixer a Hokkaido i es va criar a Fukuoka. Es va especialitzar en enginyeria artística a la Universitat de Kyushu. El 2002, va estrenar un curtmetratge anomenat Aquatic Language que es va emetre a l'NHK. La pel·lícula va guanyar un "Premi al treball excel·lent" a la Fira Internacional d'Anime de Tòquio. El 2006, va estrenar la pel·lícula directe per a vídeo Pale Cocoon. Després de traslladar-se a Tòquio, va treballar a la sèrie web d'anime Time of Eve que va emetre sis episodis i més tard es va convertir en una pel·lícula. El 2013 va estrenar la pel·lícula Patema Inverted, que va guanyar premis al festival Scotland Loves Animation d'Edimburg i al Festival Internacional de Cinema de Chicago. El 2014, va dirigir la pel·lícula Harmonie, que es va utilitzar per al programa Anime Mirai 2014. El 2015, el seu curt PP33 (Power Plant No. 33) i Bureau of Proto Society es van presentar a la Japan Animator Expo.

## Obres
- (Director, 2001) Kikumana
- (Productor, 2002) Mizu no Kotoba
- (Productor, 2005) Pale Cocoon
- (Director, 2006) Pop Jam
- (Director i guionista, 2009) Eve no jikan
- (Disenyador, 2009) Evangelion 2.0 You Can (Not) Advance
- (Animació teatral, director i guinoista, 2010) Eve no jikan la pel·lícula
- (Director, supervisor del guió original, Creador Original, 2012) Sakasama no patema
- (Curtmetratge d'animació. Director i escriptor, 2014) Harmonie
- (Director, 2021) Ai no Utagoe o Kikasete